# 中国儒意
中国儒意控股有限公司（英語：China Ruyi Holdings Limited，港交所：136）在港交所的一家上市公司，其前身是馬斯葛集團有限公司（英語：MASCOTTE HOLDINGS LIMITED）、恆騰網絡集團有限公司（英語：HengTen Networks Group Limited），董事长柯利明。中国儒意主营业务为電影投資製作及發行業務、電視劇投資製作及發行業務、南瓜电影、景秀游戲。

## 历史

### 马斯葛集团（1972-2015）
馬斯葛集團有限公司，簡稱馬斯葛集團，以及馬斯葛，港交所除牌前0136.HK，在1972年由當時家族創立名為「馬斯葛(香港)有限公司」。
業務除了生產和銷售袋類(非所列項目), 手提電話/傳呼機用套, 手提電腦袋, CD/MD袋, 數碼攝影機, 攝影機及望遠鏡用PVC及PU套, 眼鏡盒外，還在台灣經營生產和銷售太陽能多晶硅等產品、投資及證券買賣ˎ貸款融資和攝影器材配件製造。

### 恒腾网络（2015年-2021年）
恆騰網絡集團有限公司，簡稱恆騰網絡集團、恆騰網絡，在2015年，由恆大地產集團有限公司（中國恆大集團前身）和騰訊控股有限公司，於廣州（總部）合組公司，於深圳成立「深圳市恆騰網絡有限公司」。主席為彭建軍。業務在中國內地經營互联网社区服务网上平台（ICS网上平台），为社区用户提供订购、物流安排及产品或服务交付等O2O一站式服务。但有消息指出，分拆恒大旗下的物業管理公司——恒腾网络上市有不少爭議。
2015年12月2日，馬斯葛集團有限公司更名为恆騰網絡集團有限公司，将股东所有的馬斯葛集團的股份置换为恆騰網絡集團的股份。。
2015年12月31日，旗下「恒腾密蜜」手機應用程式正式上线。2016年2月3日，旗下「恒腾密蜜·家居」家居O2O平台上線。
2016年2月25日，該公司宣佈被恆生指數有限公司旗下恒生綜合大中型股指數成份股加入。
2020年10月26日，恒腾网络宣布以发行新股的方式，收购儒意影业100%股份，交易总价约为72亿港元。
2021年11月18日，中国恒大和恒腾网络同步公告，中国恒大已将持有的所有恒腾股份约16.62亿股卖给了联合资源投资控股有限公司，出售价格为1.28港元/股，在此次出售股份之后，中国恒大不再持有恒腾网络股份。
2022年1月21日，恒腾网络集团有限公司发布公告称，在批准更改公司名称的特别决议案于2022年1月10日举行的股东特别大会上获股东通过后，百慕达公司注册处已于2022年1月19日发出更改名称注册证书及第二名称证书，证明本公司的英文名称已更改为「China Ruyi Holdings Limited」，且「中国儒意控股有限公司」已获注册为本公司新的第二名称，两者均自2022年1月12日生效。

### 中国儒意（2022年-）
中国儒意控股有限公司于2022年正式成立。截至2022年末，儒意影业创始人柯利明的持股比例达到37.26%，为最大股东，腾讯持股20.45%，为第二大股东。
2023年7月，中国儒意的受控制结构实体上海儒意影视制作有限公司作为受让方与转让方北京万达文化产业集团有限公司订立了股权转让协议，约定以人民币22.62亿元为代价受让北京万达文化产业集团持有的北京万达投资有限公司49%之股份。12月6日，万达电影股份有限公司间接控股股东北京万达文化产业集团有限公司及其全资子公司北京珩润企业管理发展有限公司、公司实际控制人王健林拟将其合计持有的公司控股股东北京万达投资有限公司51%股权转让予上海儒意投资管理有限公司（以下简称“上海儒意投资”）。交易完成后，万达电影公司的实际控制人由王健林变更为柯利明。
2025年1月13日，中国儒意订立股权转让协议向公司主要股东腾讯控股的附属公司收购其持有的北京永航科技有限公司30%股权，永航科技旗下主要包括《QQ炫舞》等游戏，代价合共8.25亿元。

## 外部連結
- htmimi.com 恒腾网络官网 （页面存档备份，存于）
- irasia.com/listco/hk/hengten （页面存档备份，存于）
- jiaju.htmimi.cn 恒腾网络家居
- ryholdings.com 儒意控股 （页面存档备份，存于）